# Colonia Ana
Colonia Ana é uma comuna da província de Santa Fé, na Argentina.